# Gennadi Iwanowitsch Bardin
Gennadi Iwanowitsch Bardin (russisch Геннадий Иванович Бардин; * 21. Juni 1932 in Tobolsk; † 1. März 1998 in Chanty-Mansijsk) war ein sowjetisch-russischer Meteorologe und Polarforscher.

## Leben
Bardins chantischer Vater war Vizechef des Tobolsker Gefängnisses, während die Mutter die Gefangenen Lesen und Schreiben lehrte. Bardin schloss den Schulbesuch in Chanty-Mansijsk ab und absolvierte die RabFak des Leningrader Herzen-Instituts (Abschluss 1950).
Bardin studierte in Leningrad an der Makarow-Arktis-Marine-Hochschule in der Hydrometeorologie-Fakultät mit Abschluss 1955 mit Auszeichnung. Darauf wurde er Chef des Wetterbüros auf dem nach Otto Schmidt benannten Kap Schmidt (mit der Siedlung Mys Schmidta) an der Longstraße der Tschuktschensee.
Bardin nahm 1962–1964 wie auch Iwan Aristow an der von Michael Somow im Sommer und von Nikolai Tjabin im Winter geleiteten 8. Sowjetischen Antarktisexpedition teil und arbeitete in der Mirny-Station an der zur Davissee angrenzenden Küste des ostantarktischen Königin-Marie-Lands. 1964–1965 arbeitete er im Arktis-Observatorium Tiksi in der Jakutischen ASSR.
Bardin verteidigte 1969 mit Erfolg seine Dissertation über die computerunterstützte Untersuchung von Prozessen in der Winter-Atmosphäre und die Möglichkeit der Wettervorhersage für 3–5 Tage für Nordjakutien zur Promotion zum Kandidaten der geographischen Wissenschaften.
In der von Michael Somow im Sommer und von Wladislaw Gerbowitsch im Winter geleiteten 15. Sowjetischen Antarktisexpedition 1969–1971 leitete Bardin die Aerometeorologie-Gruppe im Observatorium der Mirny-Station. In der von Pawel Senko geleiteten 18. Sowjetischen Antarktisexpedition 1972–1974 leitete Bardin die Bellingshausen-Station. 1975–1977 leitete er die 21. Sowjetische Antarktisexpedition im Winter, während die Sommerleitung Oleg Sedow übernahm.
Von 1979 bis 1986 arbeitete Bardin in der Peweker Regionalverwaltung für Hydrometeorologie und natürliche Umwelt.

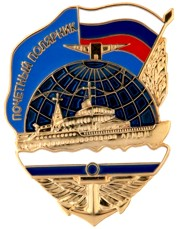
Ehrenpolarforscher-Abzeichen

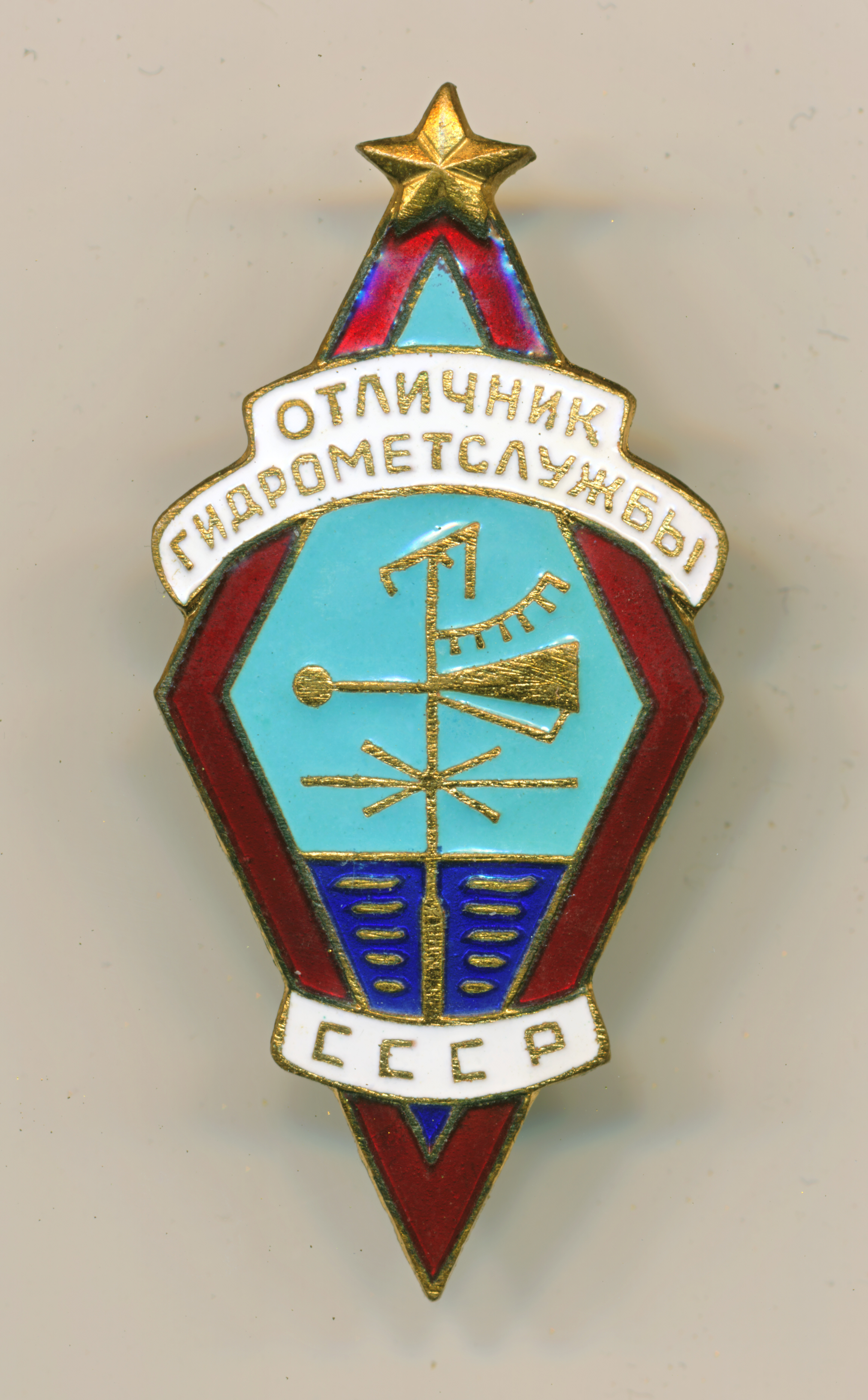
Auszeichnungsabzeichen des Hydrometeorologischen Dienstes

In der 32. Sowjetischen Antarktisexpedition 1986–1988 leitete Bardin die Leningradskaja-Station. 1988–1992 war er wissenschaftlicher Senior-Mitarbeiter der Abteilung der Sowjetischen Antarktisexpedition des Arktischen und Antarktischen Forschungsinstituts (AANII).
Nach dem Ende der Sowjetunion wurde Bardin 1992 Vizeabteilungsleiter der Informationsgesellschaft Daidschest 24 Tschassa in St. Petersburg. 1992–1993 war er Personalexperte des Vertreters des Präsidenten der Russischen Föderation im Autonomen Kreis der Chanten und Mansen. 1993–1995 war er wissenschaftlicher Vizedirektor des Forschungsinstituts zur Wiederbelebung der Ob-Ugrischen Völker in Chanty-Mansijsk, worauf er dann wissenschaftlicher Mitarbeiter dieses Instituts war. Zusammen mit dem Rektor der Staatlichen Universität Surgut entwickelte Bardin das Konzept für ein Programm zur Entwicklung von Wissenschaft und höherer Berufsbildung im Autonomen Kreis der Chanten und Mansen bis 2005. Er gehörte zum wissenschaftlichen Rat der Enzyklopädie des Autonomen Kreises der Chanten und Mansen und leitete das Enzyklopädie-Kapitel über Natur und natürliche Ressourcen.
Bardin war Vollmitglied der Russischen Geographischen Gesellschaft, der Akademie für Polarmedizin und Extrem-Ökologie, der internationalen Akademie für Informatisierung und der Akademie des Nordforums.
Bardin war verheiratet und hatte zwei Kinder Igor und Anna.

## Ehrungen
- Orden des Roten Banners der Arbeit
- Medaille „Zum 250-jährigen Jubiläum Leningrads“
- Medaille „Veteran der Arbeit“
- Ehrenpolarforscher (postum, der Titel wird seit 2005 vom russischen Transportministerium verliehen)[3][6]
- Ausgezeichneter des Hydrometeorologischen Dienstes[7]